# Chitty Chitty Bang Bang
Pour les articles homonymes, voir Chitty Chitty Bang Bang (homonymie).
Chitty Chitty Bang Bang : La Voiture magique (Chitty Chitty Bang Bang: The Magical Car) est un roman britannique pour enfants de Ian Fleming paru en 1964.
Écrit pour son fils Caspar, il est initialement publié en trois volumes chez Jonathan Cape, avec des illustrations de John Burningham, le 22 octobre 1964, deux mois après la mort de Fleming.
L'histoire s'inspire des voitures de course des années 1920 construites par Louis Zborowski et surnommées Chitty Bang Bang. Le livre a fait l'objet d'une adaptation musicale au cinéma en 1968, film lui-même adapté sur scène en 2002.

## Synopsis
En Angleterre, Caractacus Pott, inventeur farfelu, vit dans la misère avec sa femme et ses deux enfants. Un jour, il achète une ancienne voiture de course, une Paragon Panther, avec laquelle la famille va vivre des aventures incroyables.

## Personnages
- Caractacus Pott : inventeur excentrique et ancien capitaine de vaisseau de la Royal Navy
- Mimsie Pott : épouse de Caractacus
- Jeremy et Jemima Pott : leurs jumeaux, âgés de huit ans
- Lord Skrumshus[2] : propriétaire d'une fabrique de confiseries
- Joe-Le-Monstre (Joe the Monster en VO) : chef des gangsters
- Man-Mountain Fink : membre du gang
- Soapy Sam : membre du gang, expert en explosifs
- Blood-Money Banks : membre du gang, maître-chanteur
- Monsieur Bon-Bon : propriétaire d'une célèbre boutique parisienne de confiseries et cible du clan de Joe

## Suites
Trois suites ont été données au roman par l'écrivain britannique Frank Cottrell-Boyce, mettant désormais en scène la famille Klaxon (Tooting en VO) qui sillonne le monde à bord d'un combi Volkswagen :
- Chitty Chitty Bang Bang fait le tour du monde (Chitty Chitty Bang Bang Flies Again, 2011)  (ISBN 9782070648375)
- Chitty Chitty Bang Bang et la Course contre le temps  (Chitty Chitty Bang Bang and the Race Against Time, 2012)  (ISBN 9782070658343)
- Chitty Chitty Bang Bang Over the Moon (2013)

## Adaptations
Le roman de Fleming a été adapté au cinéma en 1968 sous forme de film musical avec dans les rôles principaux  Dick Van Dyke, Sally Ann Howes, Lionel Jeffries, Gert Fröbe, Anna Quayle et Benny Hill. Le scénario est signé Ken Hughes, Roald Dahl et Richard Maibaum, la musique et les chansons Richard M. Sherman et Robert B. Sherman. Parmi les différences notables avec le roman, le personnage principal, renommé Caractacus Potts, est veuf et élève seul ses deux enfants. Il tombe amoureux de la fille de Lord Scrumptious, Truly. La comédie musicale adaptée du film en 2002 reprend les mêmes éléments.